# Muzeul „Ștefan cel Mare” din Vaslui
Muzeul Ștefan cel Mare este principalul muzeu din municipiul Vaslui. A fost înființat la data de 18 octombrie 1974 prin dispoziția Consiliul Popular al județului Vaslui, primul director al muzeului fiind muzeograful Constantin Popescu. Deschiderea muzeului a avut loc la data de 26 septembrie 1975.